# Askarovo
Askarovo (in russo Аскарово?; in baschiro Асҡар) è un villaggio della Russia europea orientale, situato nella Repubblica autonoma della Baschiria; appartiene amministrativamente al rajon Abzelilovskij, del quale è il centro amministrativo.
Si trova a 330 km della capitale Ufa e a 40 km da Magnitogorsk.